# Lhůty
Lhůty je malá vesnice, část města Třemošnice v okrese Chrudim. Nachází se 2 km na sever od Třemošnice na úpatí Železných hor. V roce 2009 zde bylo evidováno 21 adres. V roce 2001 zde trvale žilo 17 obyvatel.
Lhůty je také název katastrálního území o rozloze 0,72 km2.

## Další fotografie

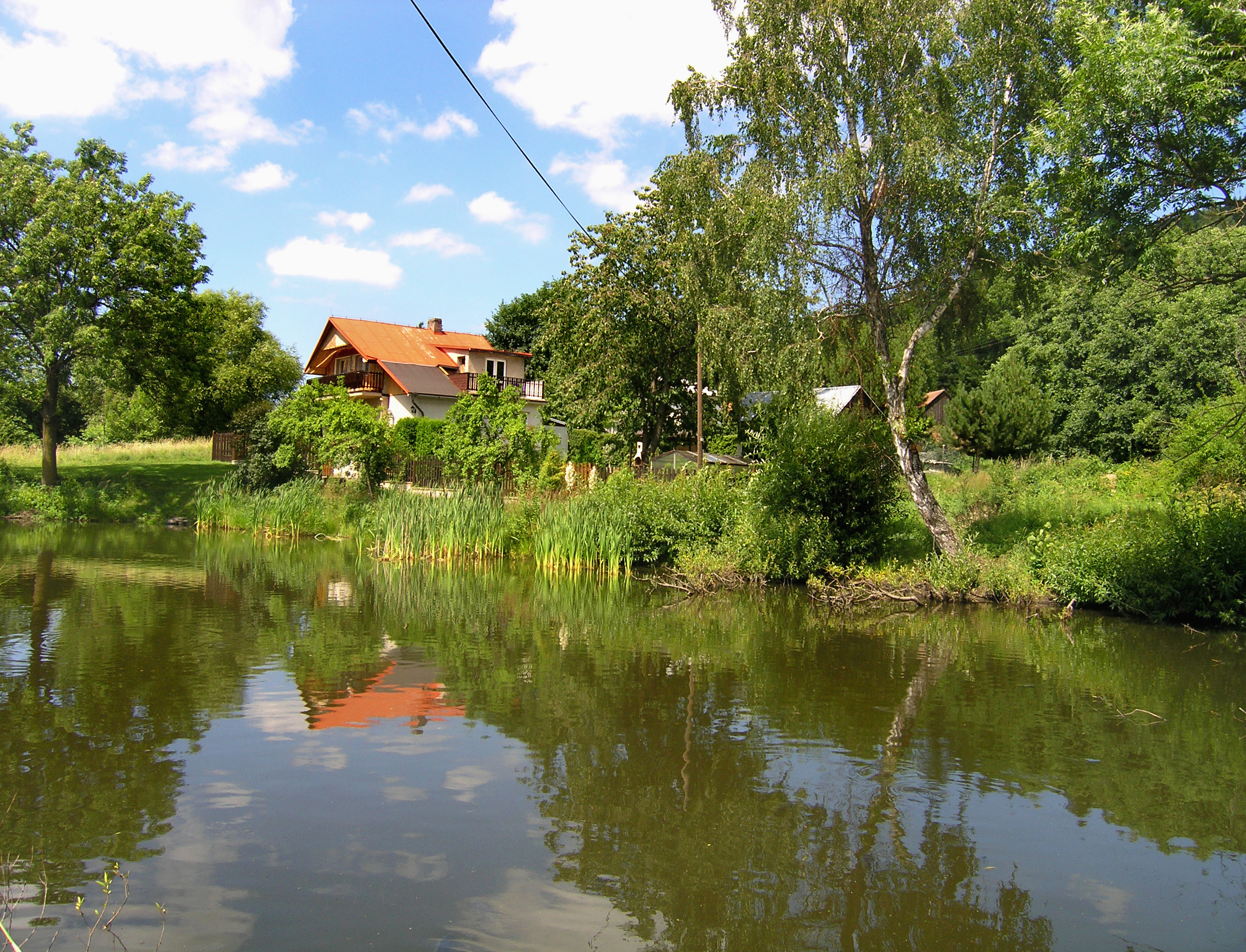
Jeden z rybníků v Lhůtách
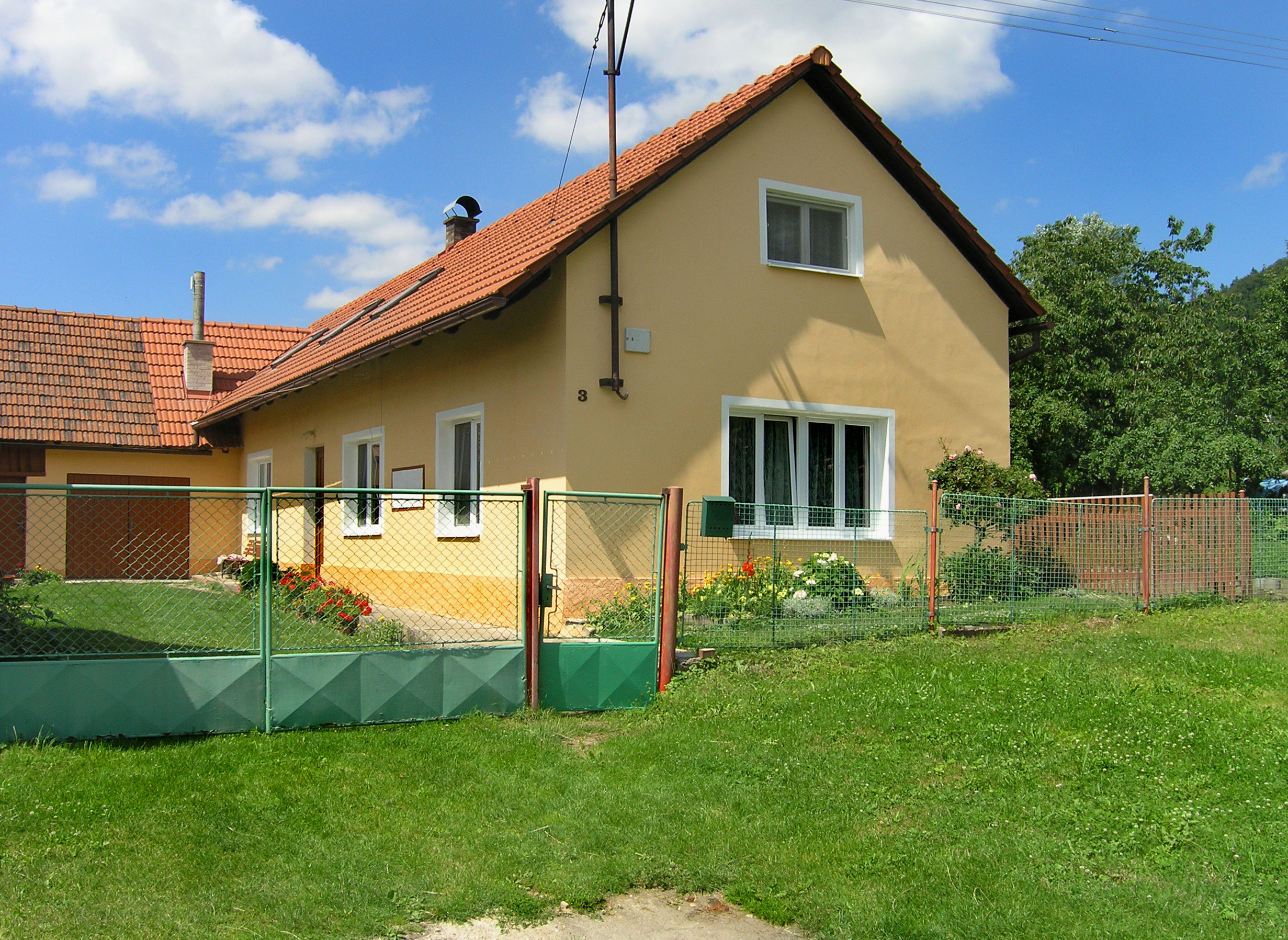
Domek na návsi